# Idaea ocnera
Idaea ocnera är en fjärilsart som beskrevs av Louis Beethoven Prout 1926. Idaea ocnera ingår i släktet Idaea och familjen mätare. Inga underarter finns listade i Catalogue of Life.